# Winchelsea

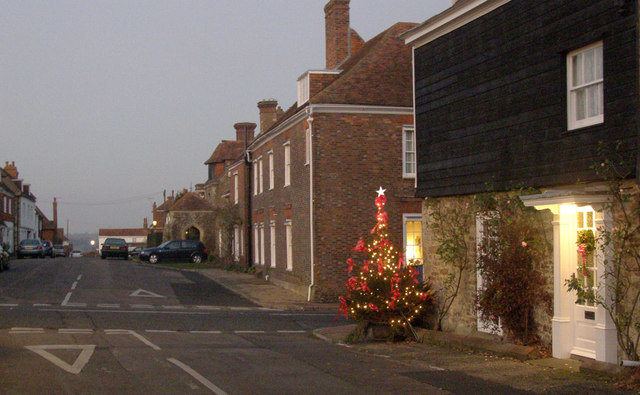
Straße im Ort

Winchelsea ist eine kleine Stadt in der Grafschaft East Sussex im Südosten von England mit 580 Einwohnern in 278 Häusern. Zusammen mit Icklesham, Winchelsea Beach und Rye Harbour gehört es zum Civil parish (Gemeinde) Icklesham im District Rother.

## Lage
Winchelsea liegt 13 km nordöstlich von Hastings. Zum Strand sind es 2 km in südöstlicher Richtung und nach London im Nordwesten 87 km.

## Infrastruktur
Im Ort befindet sich eine für Festivitäten mietbare Dorfhalle. Die Pfarrkirche ist  dem Hl. Thomas dem Märtyrer geweiht. Die Methodistenkapelle wird zu regelmäßigen Anlässen genutzt. Winchelsea hat eine Grundschule (primary school St. Thomas’s) und ein kleines Museum zur Geschichte des Dorfes.